# BSC Raiffeisen Panthers Fürstenfeld

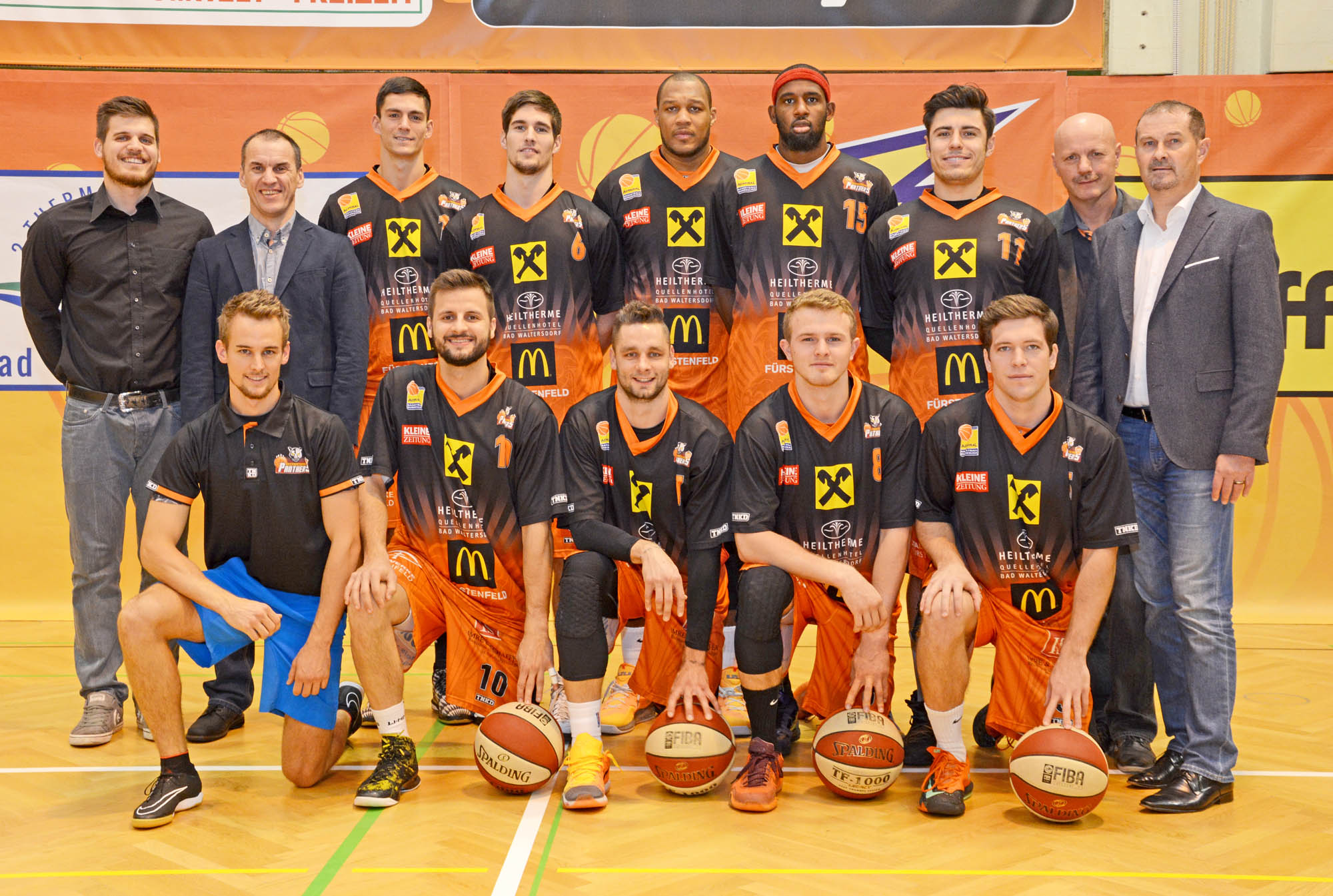
Time de basquetebol BSC Raiffeisen Panthers Fürstenfeld em 2015.

O BSC Raiffeisen Panthers Fürstenfeld é um clube de basquetebol da Áustria, fundado em 1966, em Fürstenfeld, Áustria.

## Títulos
- Österreichische Bundesliga: 1

2008
- Copa Austríaca de Basquetebol: 1

2009
- Supercopa da Áustria de Basquetebol: 1

2009